# Armoiries du grand-duché de Lituanie
Les armoiries du grand-duché de Lituanie, également connues sous le nom de Pahonie (en polonais : Pogoń ; en biélorusse : Паго́ня, Pahonia ; en lituanien : Vytis ; en russe : Погоня, Pogonia), sont un symbole héraldique apparu dans le grand-duché de Lituanie sous la dynastie des Gédiminides, et utilisé par la suite dans de nombreux blasons lituaniens, biélorusses et polonais.
Bien que les historiens estiment que la création réelle des armoiries est bien antérieure, leur première représentation connue date de 1366. Elles faisaient alors partie du sceau du grand-duc Olgierd. Deux siècles plus tard, elles sont officiellement incluses dans les armoiries de la république des Deux Nations et sont adoptées par les rois de Pologne comme signe personnel. Les armoiries actuelles de la Lituanie, ainsi que les blasons de plusieurs villes polonaises et de la Podlachie, reprennent ce symbole.
Le Pahonie est aujourd'hui considéré comme faisant partie du patrimoine national de la Pologne, de la Lituanie et de la Biélorussie. Il est encore utilisé par plusieurs familles princières polonaises (dont les maisons Czartoryski et Sanguszko).

## Étymologie et signification
Le nom « Pahonie » est d'origine slave. Il vient précisément d'un mot ruthène, pogonia, qu'on retrouve sous une forme proche en polonais ou en biélorusse actuel.
Le mot polonais pogoń signifie « poursuite », idée à laquelle se réfère également le lituanien Vytis (« Poursuivant ») : le chevalier représenté dans les armoiries est vu comme poursuivant des envahisseurs. En lituanien, d'autres termes (Waikymas, Pagaunė) peuvent se rencontrer.

## Blasonnement
- Blasonnement du Pahonie biélorusse :

De gueules au chevalier d'argent à l'armure et la monture de même, cabrée à dextre, le chevalier tendant vers dextre une épée aussi d'argent dans sa main dextre et, dans sa main sénestre, tenant un écu de même frappé d'une croix d'Anjou d'or.
- Blasonnement du Vytis lituanien :

De gueules au chevalier d'argent à l'armure et la monture de même, cabrée à dextre et harmanchée d'azur et d'or, le chevalier, aux éperons d'or, tendant vers dextre une épée d'or et d'argent dans sa main dextre et, dans sa main sénestre, tenant un écu d'azur frappé d'une croix d'Anjou d'or.

Pahonie biélorusse.
Vytis lituanien.

## Histoire

### Jusqu'en 1795
Ces armoiries auraient été utilisées pour la première fois par Alexandre Nevski au XIIIe siècle[réf. nécessaire].
Elles auraient été utilisées par un seigneur de Polotsk en 1330.[réf. nécessaire]
Elles sont adoptées quelques années plus tard par Olgierd (Algirdas), grand-duc de Lituanie de 1345 à 1377. Ses descendants les conservent et, au début du XVe siècle, en font les armoiries officielles du grand-duché ainsi que du duché de Vilnius[réf. nécessaire].
C'est à ce moment que le blasonnement se fixe : auparavant, les couleurs et l'orientation du cheval changeaient fréquemment.

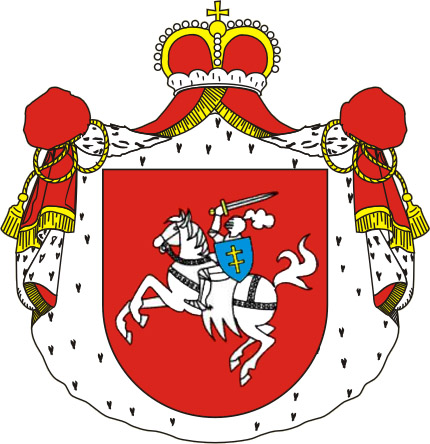
Armoiries de la noblesse lituanienne.

Le Pahonie reste l'emblème du grand-duché jusqu'en 1795.
Il constitue aussi le blason (herb) de la famille princière Czartoryski (Czartoryski herbu Pogoń Litewska).

### Des partages de la Pologne (1772-1795) à 1918
Le Pahonie est donné comme emblème à plusieurs villes annexées par l'Empire russe lors du premier partage de la Pologne en 1772.
Après le troisième partage de la Pologne (1795), le territoire du grand-duché est entièrement annexé par l'Empire russe. Le Pahonie est alors introduit dans les armes impériales russes.

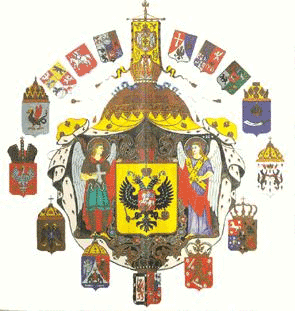
Grandes armes de l'Empire russe, 1857 (le Pahonie est en haut à gauche).

Le blason fait ensuite partie intégrante de la symbolique des indépendantistes polonais, lituaniens et biélorusses du XIXe siècle, qui le considèrent comme un symbole de leurs nations. Les armoiries de l'insurrection polonaise de 1830-1831 comportent ainsi deux parties : à gauche, l'aigle polonais ; à droite, le Vytis lituanien.

### AuXXesiècle
La république de Lituanie et la république populaire biélorusse adoptent le Pahonie comme blason officiel lors de leur indépendance en 1918. Les deux pays les distinguent tout de même : la Lituanie choisit un cheval harnaché d'or et d'azur, tandis que la Biélorussie opte pour un cheval entièrement d'argent.
Lorsque la Biélorussie est intégrée à l'Union soviétique, les autorités interdisent l'usage du Pahonie, qu'elles associent à la noblesse et la monarchie. En 1940, l'invasion de la Lituanie par les troupes staliniennes la conduit à son tour à abandonner son blason, mais le Pahonie et le Vytis continuent d'être utilisés comme emblèmes par la diaspora des deux peuples. Cette situation prend fin avec la dissolution de l'Union soviétique, à l'issue de laquelle les nouvelles républiques de Lituanie et de Biélorussie reprennent leur blason.
En 1995, le nouveau président de Biélorussie, Alexandre Loukachenko, remplace toutefois le Pahonie par un emblème inspiré de celui de la république socialiste soviétique de Biélorussie en vertu d'un référendum contesté.

## Galerie

Sceau d'Alexandre Nevski, avers (après 1236).
Sceau de Dimitri Ier Donskoï, revers (XIVe siècle).
Sceau de Narimantas, prince de Polotsk (1338).
Sceau du prince de Pskov Alexandre Mikhaïlovitch (1331).
Sceau de Lengvenis (en), prince de Mstsislaw et de Novgorod (1395).
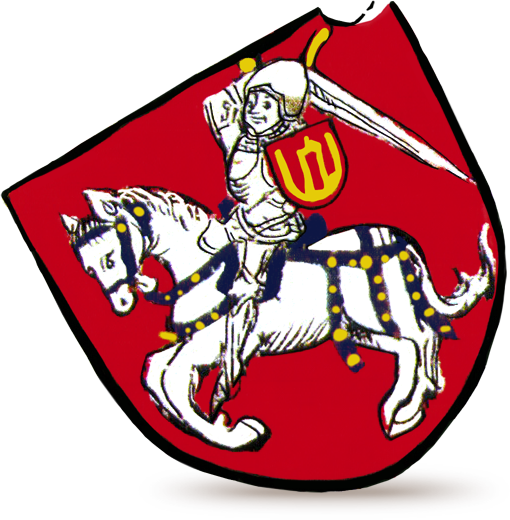
Pahonie dans le Codex Bergshammar (ru) (1435).
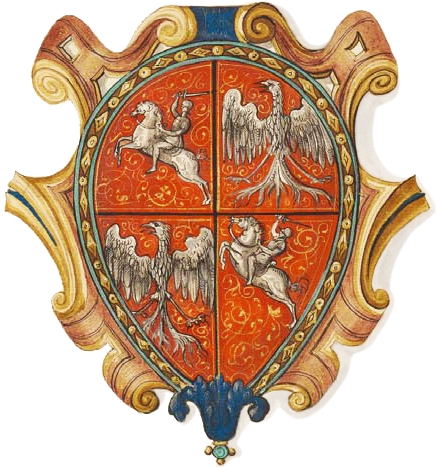
Armes de la république des Deux Nations après l'union de Lublin (1569).
Armes de la république des Deux Nations.
Pahonie de 1581.
Drapeau du grand-duché de Lituanie (1792).
Armoiries du grand-duché de Lituanie sur le Fürstenzug de Dresde (1904-1907).
Armoiries des principautés et régions de Biélorussie et de Lituanie dans les armoiries de l'Empire russe (en) (1882)
Armes de la République populaire biélorusse (1918)
Armoiries de la République populaire biélorusse sur un timbre des années 1950
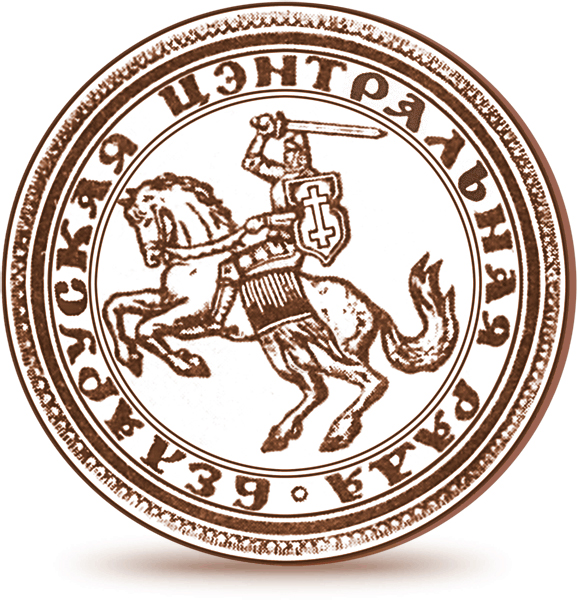
Sceau de la Rada centrale biélorusse. 1943
Vytis lituanien (1990)
Vytis lituanien (1991)
Armoiries de la Biélorussie (1991–1995)